# Зарина
Зарина (сак. zarnya, греч. Zarinaíā; перс. زرینه‎ от др.иран. «zaranya» — «золото», «золотоносящая»; конец VII — начало VI века до н. э.) — царица саков. Нередко даётся как яркий пример женщин-воительниц. Упоминается у Диодора Сицилийского и Николая Дамасского, чьи сведения восходят к Ктесию.

## Этимология
Согласно известному иранисту В. И. Абаеву и Рудигеру Шмитту имя восходит к др.иран. *zaranya-, сак. *zarnya- «золото», «золотоносящая». В современном осетинском языке слово žærīn (zærīnæ) чаще всего употребляется в сочетании таких слов как xur (солнце) в виде xuržærīn и sѵrx (красное) в виде sѵğžærīn, обозначая соответственно солнечные блики (лучи) и золото. Слово žærin (зарин) в переводе с персидского означает "золото, золотая(ой).
До сих пор в Осетии, как одной из частей исторической Алании, а также в Дагестане и Таджикистане имя Зарина широко распространено. Имя было возрождено в Осетии в форме Зæринæ.

## Версии античных источников
По Ктесию, во время правления мидийского царя Астибара (как отца Астиага, его отождествляют с геродотовым Киаксаром) парфяне восстали против мидийцев и призвали саков, что вызвало длительную войну саков и мидян. В это время саки находились под властью царицы («женщины по имени Зарина»). Смелые женщины саков разделяли со своими мужьями тяготы войн. Зарина покорила соседние варварские народы, которые угрожали сакам, основала ряд новых городов и сделала жизнь своих людей более счастливой.
Соотечественники в память о её благодеяниях и достоинствах возвели на её погребении высотой в стадию пирамиду, длина каждой стороны 3 стадии, на вершине они поставили колоссальную позолоченную статую и воздали ей героические почести. И. В. Пьянков сопоставляет эти сведения с известными данными о могильниках саков и указывает, что Ктесий называет Зарину женой своего брата Кидрея.
Текст Николая Дамасского сохранился отрывочно, он повествует, как после убийства Мармарея, царя саков (иногда считают, что речь идёт о муже Зарины), полководец Стриангей (женатый на Рэтее, дочери Астибара) был охвачен любовью к Зарине, но она отвергла его. Николай упоминает также, что царский дворец саков находился в городе Роксанаки.

### Современные трактовки образа и личности Зарины
Образ активно используется в литературе и искусстве. Персонаж с именем Зарина выведена как жена Сарданапала в трагедии Байрона «Сарданапал».
По версии Гутнова, воспоминания о Зарине сохранились и в среднеазиатской поэме «Гургули», в которой говорится о богатырской Зарине Зарингар («Златописанной») — дочери победителя девов царя Согдына (то есть Согдийца).
И. В. Пьянков использует как в целом достоверные данные о правлении женщины и о сооружении гробницы умершему правителю. Сведения о золотом памятнике приводятся в словаре «Лексикон российской исторической, географической, политической и гражданской» В. Н. Татищева.